# کوتوله اژدها
کوتوله اژدها کهکشان کروی است که توسط  البر جورج ویلسون از رصدخانه لوئل در سال 1954 بر روی صفحات عکاسی انجمن نظرسنجی رصدخانه پالومار (POSS) انجمن ملی جیوگرافی کشف شد. [5] این بخشی از گروه محلی و یک کهکشان ماهواره ای از کهکشان راه شیری است. کوتوله اژدها در صورت فلکی دراکو در 34.6 درجه [6] بالای هواپیما کهکشانی قرار دارد. قطر این کهکشان 2,700 سال نوری می باشد.